# Els caçadors d'elements
Els Caçadors d'Elements (エレメントハンター, Eremento Hantā), (en hangul, 엘리먼트 헌터; romanització revisada del coreà, Elimeonteu Heonteo), és un anime de l'any 2009 creat per japonesos i coreans que es va començar a emetre en respectius països com una sèrie de ciència-ficció per generar més conscienciació amb la química i les altres ciències. Un manga de la sèrie va començar al mateix temps, i va continuar fins i tot després que finalitzés l'anime l'any 2010. Bandai Namco va treure un videojoc per a la consola Nintendo DS que va sortir el 22 d'octubre de 2009 al Japó i el 18 de desembre de 2009 a Corea del Sud. L'anime s'ha doblat al català.

## Argument
El 2029 va ser l'any que va desaparèixer el primer element de la Terra: l'oxigen. Des d'aleshores, en menys de mig segle, n'han desaparegut més de 50, i la població mundial s'ha reduït en un 90 per cent. Els Caçadors d'Elements, nens i nenes que no poden tenir més de 13 anys, són els únics que poden recuperar els elements desapareguts que han anat a parar a la Terra Negativa, on els nostres herois duen a terme les seves missions per garantir la supervivència del nostre planeta. En Renn, la Kiara i en Tommy formen un dels equips de Caçadors d'Elements, que et faran viure unes aventures increïbles en un univers paral·lel ple de monstres i de fenòmens encara més increïbles!

## Personatges

### Equip terra
Renn Karas (レン・カラス, Ren Karasu)
Veu: Yūtarō Honjō (japonès), Misuk Jeong (coreà), Elisabet Bargalló (català)
Data de naixement: 9 d'octubre de 2077
Edat: 12
Un estudiant amb moltes energies que sempre busca aventures. No té la paciència per aprendre i prefereix enfrontar-se amb un munt de reptes; Tanmateix, després d'unir-se als caçadors d'elements, en Renn comença a estudiar química per tal de fer-se més bo eliminant els QEX. En Renn acostuma a actuar abans de pensar; tot i això, el seu enginy ha ajudat el seu equip a guanyar diverses batalles. Els seus pares posseeixen un restaurant, i el seu avi va tenir lligams estrets amb la professora Aimee Carr. Encara que va ser escollit sotsdelegat de classe per ajudar la Kiara, acostuma a discutir-hi molt.
Kiara Ferina (キアラ・フィリーナ, Kiara Firīna)
Veu: Atsuko Enomoto (japonès), Jiyeon Seo (coreà), Eva Lluch (català)
Data de naixement: 8 d'abril de 2077
Edat: 12
Una noia jove, seriosa i intel·ligent. És la millor amiga d'en Renn i en Tommy. El seu lema és, "sóc el jutge i el jurat." Viu amb el seu pare, qui és força relaxat, i normalment fa de mestressa de casa. Encara que els seus pares no viuen junts (encara que tampoc no són divorciats), la seva mare els visita a tots dos per mantenir el contacte. La Kiara es considera la líder de l'Equip Terra, freqüentment discutint-se amb en Renn. Finalment mostra sentiments per en Rodney.
Tommy Nandie (ホミ・ナンディ, Homi Nandi)
Veu: Hōko Kuwashima (japonès), Insil Oh (coreà), Roser Vilches (català)
Data de naixement: 10 d'abril de 2077
Edat: 11
Un setciències que, fins que va conèixer en Renn i la Kiara, sempre havia estat sol. Encara que no és físicament sa a causa de la seva malaltia cardíaca, en Tommy és el membre de l'equip més llest dels Caçadors d'Elements i sovint actua com l'estrateg del grup. Després que salven la Sena, la seva gosseta, es fa amic d'en Renn i la Kiara. Va ser adoptat de ben petit per una parella d'ancians i els tracta d'avis. Quan en Tommy era petit, caçava papallones amb el seu avi abans de morir. Ara, viu amb la seva àvia. Després de conèixer la Hannah, descobreix que tots dos van ser fets per l'home com a part d'un projecte de govern. Considera la Hannah la seva germana biològica.
Ally Connolly (アリー・コナリー, Arī Konarī)
Veu: Sanae Kobayashi (japonès), Seon Lee (coreà), Lara Ullod (català)
La líder anterior de l'Equip Colònia. És d'Egipte. L'Ally va enviar a l'Equip Terra un equipament especial després de reconèixer-los com a rivals perquè els ajudés a derrotar més QEX. Quan era capitana de l'Equip Colònia, va començar a qüestionar-se la desaparició dels elements i els motius del govern. Després, va patir un accident terrible a la Terra Negativa que va fer que tothom la cregués morta. Tanmateix, va sobreviure i va deixar el seu equip d'abans per tal d'unir-se a la professora Aimee Carr. La Kiara va comprar-li roba com a regal de benvinguda després que se'ls unís. És molt dolenta per la cuina i ha fet que en Renn es desmaiés després de tastar el seu menjar. L'Ally considera la Juno la seva millor amiga.
Professora Aimee Carr (エイミー・カー博士, Eimī Kā Hakase)
Veu: Ako Mayama (japonès), Sora Yun (coreà), Glòria González (català)
Mor anteriorment als esdeveniments de la sèrie però abans aconsegueix conservar la seva consciència digitalment per tal de continuar existint com un holograma. Ella va ser qui va trobar i va convèncer en Renn, la Kiara i en Tommy per convertir-se en els Caçadors d'Elements de l'Equip Terra i els guia per salvar el planeta. La professora Carr s'emprenya quan en Renn li diu que és vella; ella l'electrocuta uns segons després. Quan la professora Carr tenia cinc anys, va cridar: "desitjo que la Terra desaparegui," provocant que es despertessin les criatures de l'11a dimensió que va causar el principi de la destrucció de la Terra .
Juno (ユノ, Yuno)
Veu: Sara Nakayama (japonès), Jiyun Park (coreà), Marta Covas (català)
Una androide que fa la funció d'ajudant de la professora. Quan es detecta una presència de QEX, ella avisa l'Equip Terra. La Juno sovint s'esforça per millorar el seu comportament humà conversant amb el grup. Malgrat ser una androide, somia i plora. Més tard en l'anime, quan tots els Caçadors d'Element són atrapats en la Terra Negativa, la Juno es fon al nucli per així poder aparèixer-hi i dir als nois la manera de tornar a casa. Gràcies a ella, l'Equip de Terra és capaç de parlar amb els transformables a la Terra Negativa. Al final de la sèrie és vista somrient mentre s'està sobre un penya-segat mirant els nens.

### Equip colònia
L'equip que està fet de nois que tenen l'habilitat d'anar a la Terra Negativa. De ben petits, que són agafats de la terra i entrenats a la Colònia Espacial per esdevenir Caçadors d'Elements.
Rodney Ford (ロドニー・フォード, Rodonī Fōdo)
Veu: Nozomu Sasaki (japonès), Seokjeong Yang (coreà), Manel Gimeno (català)
Un membre seriós, ben plantat, i normalment elitista de l'Equip Colònia. Ve d'una família de polítics rica, encara que no n'està gaire orgullós. Tot i que son pare el pressiona per deixar els Caçadors d'Elements, en Rodney s'hi nega i mira d'aconseguir els seus objectius de vida sense l'ajuda de son pare. No li agrada gens la decisió de fixar la Hannah com a líder del grup després que l'Ally se n'anés i no hi confia gens. En Rodney té sentiments forts per la Kiara i es preocupa molt per ella. Sovint es nega a que la Kiara s'involucri en qualsevol tipus d'activitat perillosa per por que no es faci mal.
Sky Benson (トム・ベンソン, Tomu Benson)
Veu: Akio Suyama (japonès), Dohyeong Nam (coreà), David Jenner (català)
Un membre de l'Equip Colònia que té un peculiar sentit de l'humor. L'Sky va ser el més ràpid en acceptar l'Equip Terra d'entre el seu grup. Es dedica a recollir gemmes i a posar-les nom en el seu temps sobrer quan va a la Terra Negativa. L'Sky està obsessionar amb la Hannah i es va emocionar quan la Kiara li va donar el seu autògraf signat. Encara que la Hannah sempre el tracta malament, mira de fer-se amic seu. Va treballar en el departament de recerca a la Colònia Espacial i va desenvolupar vehicles de transport desenvolupat per utilitzar-los a la Terra negativa.
Hannah Weber (ハンナ・ウェーバー, Hanna Wēbā)
Veu: Rie Yamaguchi (japonès), Jeongmi Bae (coreà), Glòria Cano (català)
La nova líder de l'Equip Colònia, després que se n'anés l'Ally. És una celebritat ben coneguda i és la cara de la Taronjada del Futur. El seu lema és, "Somriu amb la Taronjada del Futur" De fet, és força egoista i li agrada estar sola. Tot i que sobresortia en tot quan era petita, era molestada constantment perquè tothom sabia que el Govern la va crear com a eina. Té un pare adoptiu que sovint la manipula psicològicament per tal que l'ajudi a destruir la Terra de manera que la colònia es pugui traslladar a Mart. Després d'adonar-se que ella i en Tommy tenen la mateixa forma d'orelles, descobreixen que són germans.

### Altres
Dan Karas (ダン・カラス, Dan Karasu)
Veu: Rikiya Koyama (japonès), Ramon Hernández (català)
És el pare d'en Renn pare i el propietari del restaurant familiar Dan Dan. Després de trobar-se al davant d'una desaparició d'element, cau a un forat i es trenca totes dues cames.
Ann Karas (アン・カラス, An Karasu)
Veu: Akiko Hiramatsu (japonès), Elvira García (català)
És la mare d'en Renn. Creu que en Renn i Kiara s'atreuen mútuament, tot i la negativa per part de tots dos. La por més gran d'en Renn és la seva pròpia mare.
Roberto Ferina (ロベルト・フィリーナ, Roberuto Firīna)
Veu: Hiroaki Hirata (japonès), Toni Astigarraga (català)
És el pare de la Kiara. És un home despreocupat, capaç de riure després de perdre la seva feina. Mostra molt de coratge i no s'avergonyeix mai d'allò que li agrada fer. Se'l veu sovint mirant episodis d'"Els cinc elements" --un programa de televisió protagonitzat per la seva dona. Dona consells d'amor a la Kiara; li diu que tot i que discuteix amb la seva doa, encara es preocupen l'un per l'altre. El seu consell va ajudar la Kiara a acceptar la confessió d'en Rodney .
Naomi Ferina (奈緒美・フィリーナ, Naomi Firīna)
Veu: Yōko Kawanami (japonès), Esther Ferreras (català)
És la mare de la Kiara. És la protagonista d'un programa de televisió anomenat "Els cinc elements", un programa Sentai. Es preocupa profundament per la Kiara i es mostra amable amb el seu marit. Malgrat estar separats, encara s'estimen. Més endavant, protagonitzar una pel·lícula juntament amb la Hannah.

## Estrena
La sèrie es va estrenar el 4 de juliol de 2009 al Japó a la cadena de televisió NHK i va acabar d'emetre's el 27 de març de 2010, amb 39 episodis. A Catalunya es va emetre per primer cop el 15 de setembre de 2012 al Canal Super3.

## Música
- Opening: "First Pain" (lit. 'primer dolor')
Cantant japonesa: Chiaki Ishikawa 
Cantant coreà: Seondeok Choi 
Cantant catalana: Íngrid Morral
- Ending: "Sui-He-Rī-Be ~Mahō no jumon~" (lit. 'H-He-Li-Be ~La paraula màgica~')
Cantants japonesos: Kakkii i Ash Potato 
Cantants coreans: Mijin Kim, Namkyu Won, Taewook Lee i Kyoungwon Ju 
Cantants catalans: Llorenç Fernández, Íngrid Morral (cors), Marta Covas (Juno)